# Alberto Arvelo
Pour les articles homonymes, voir Alberto Arvelo Torrealba (municipalité).
Alberto Arvelo, né à Caracas en 1966, est un réalisateur, scénariste et producteur de cinéma vénézuélien, qui vit dans la ville de Mérida.

## Filmographie partielle

### Comme réalisateur
- 1986 : La canción de la montaña
- 1986 : Candelas en la niebla
- 1997 : Una vida y dos mandados (ca)
- 2001 : Una casa con vista al mar (en)
- 2001 : Los últimos (es) (série TV)
- 2004 : Habana, Havana
- 2006 : Tocar y luchar
- 2007 : Cyrano Fernández (es)
- 2010 : Dudamel: El sonido de los ninos
- 2013 : Libertador
- 2017 : GUACO: Semblanza (documentaire)
- 2018 : Volveré a mi Tierra (court métrage)
- 2022 : Free Color
- 2022 : Encuentros: Museo del Prado (documentaire)